# جهاز دهليزي

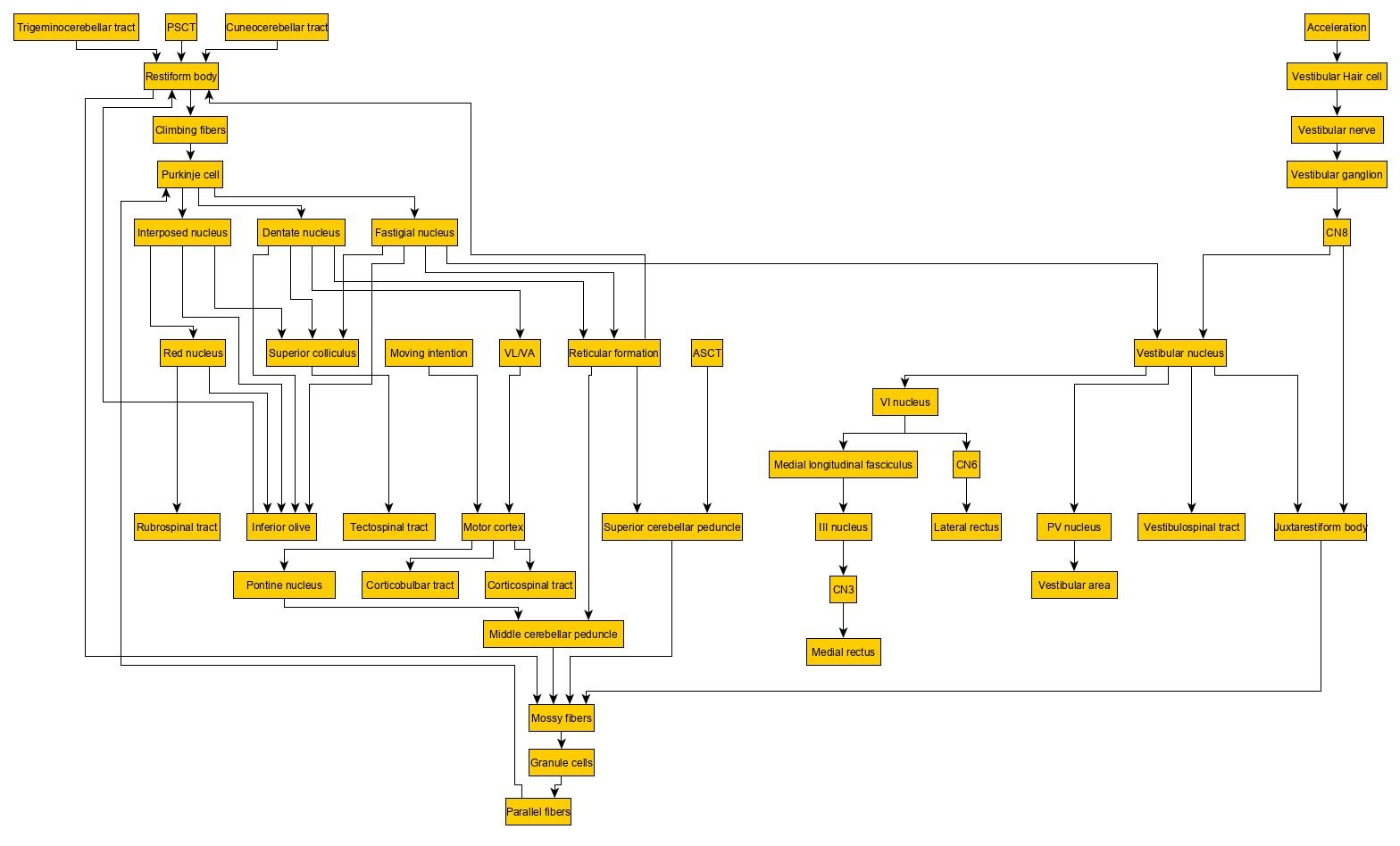

الجهاز الدهليزي (بالإنجليزية: Vestibular system)‏ هو جهاز إحساس يساهم في الحركة والإحساس بالتوازن، وهو الجزء المسؤول عن التوازن في أغلب الثدييات والإحساس بالإتجاه المكاني. الجهاز الدهليزي والقوقعة (وهي جزء من الجهاز السمعي) يشكلان التيه العظمي الذي يوجد في الدهليز الأذني في الأذن الداخلية.
بما أن الحركات مؤلفة من دوران وانتقال، فإن الجهاز الدهليزي مؤلف من مكونين: القنوات الهلالية، التي تمثل الحركات الدورانية، وغبار التوازن الذي يمثل التسارع الخطي. يرسل الجهاز الدهليزي إشارات بشكل رئيسي إلى البنى العصبية المتحكمة في حركة العين؛ يوفر هذا الأساس التشريحي لمنعكس الحملقة الضروري من أجل الرؤية الواضحة. تُرسل الإشارات أيضًا إلى العضلات المسؤولة عن استقامة الحيوان ووضعية العمود الفقري بشكل عام؛ يوفر هذا الوسائل التشريحية اللازمة لتمكين الحيوان من الحفاظ على وضعيته المطلوبة في الفراغ.
يستخدم الدماغ المعلومات الواردة من الجهاز الدهليزي في الرأس ومن مستقبلات الحس العميق المنتشرة في الجسم لتمكين الثدييات من فهم ديناميكا الجسم والحركة المجردة (بما في ذلك الوضعية والتسارع) من لحظة لأخرى. من غير المعروف كيفية اندماج مصدري الإدراك هذين من أجل توفير البنية الأساسية لمركز الإحساس بالذات.

## جهاز القناة الهلالية
يكشف جهاز القناة الهلالية الحركات الدورانية. وتُعد القنوات الهلالية أداته الأساسية في تحقيق هذا الكشف.

## البنية
بما أن العالم ثلاثي الأبعاد، يحتوي الجهاز الدهليزي على قنوات هلالية في كل تيه. تكون هذه القنوات الهلالية متعامدة (بزوايا قائمة) تقريبًا مع بعضها وتتألف من القناة الأفقية (أو الجانبية)، والقناة الهلالية الأمامية (أو العلوية) والقناة الهلالية الخلفية (أو السفلية). من الممكن تسمية القناتين الأمامية والخلفية مجتمعتين بـ القناتين الهلاليتين العموديتين.
- تتوافق حركة السائل داخل القناة الهلالية الأفقية مع دوران الرأس حول محور عمودي (أي العنق)، مثل حركة دوران رقصة الباليه.
- تكشف القناتان الهلاليتان الأمامية والخلفية دوران الرأس في المستوى السهمي (مثل حركة الإيماء)، وفي المستوى الجبهي مثل حركة عجلة العربة. تقع كلا القناتين الأمامية والخلفية في زاوية 45 درجة تقريبًا بين المستويين السهمي والجبهي.

تدفع حركة السوائل بنية تدعى القبيبة التي تحتوي خلايا شعرية مسؤولة عن تحويل الحركة الميكانيكية إلى إشارات كهربائية.

### أنظمة الدفع والسحب
تترتب القنوات بطريقة تجعل لكل قناة في الجزء الأيسر نظيرًا مطابقًا في الجزء الأيمن. تعمل هذه الأزواج الثلاثة بطريقة الدفع-السحب: عند تنبيه إحدى القنوات، يُثبط النظير المطابق على الجانب الآخر، والعكس صحيح.
يسمح جهاز الدفع-السحب بالشعور بجميع اتجاهات الدوران: بينما تتنبه القناة الهلالية اليمنى خلال دوران الرأس باتجاه اليمين (الشكل 2)، تتنبه القناة الهلالية اليسرى بدورها خلال دوران الرأس نحو اليسار.
ترتبط القنوات العمودية بطريقة متصالبة، أي يكون التنبيه المحفز للقناة الأمامية مثبطًا للقناة الخلفية المقابلة، والعكس صحيح.

### منعكس الحملقة (في أو آر)
منعكس الحملقة (في أو آر) هو منعكس حركة العين الذي يثبت الصور على الشبكية خلال حركة الرأس عن طريق إنتاج حركة عين في الاتجاه المعاكس لحركة الرأس، بالتالي المحافظة على الصورة ضمن مركز الحقل البصري. على سبيل المثال، عند تحريك الرأس باتجاه اليمين، تتحرك العينان باتجاه اليسار، والعكس صحيح. نظرًا إلى وجود حركات رأس طفيفة طوال الوقت، فإن «في أو آر» هام جدًا من أجل تثبيت الرؤية: يجد المرضى المصابون بضعف في «في أو آر» صعوبات في القراءة جراء عدم تمكنهم من تثبيت العينين خلال اهتزازات الرأس الصغيرة. لا يعتمد منعكس «في أو آر» على المدخلات البصرية ويستطيع العمل في الظلام الحالك أو حتى عند إغلاق العينين.
يشكل هذا المنعكس، إلى جانب مبدأ الدفع-السحب الموصوف أعلاه، الأساس الفيزيولوجي لاختبار نبضات الرأس السريعة أو اختبار هالماجي-كورثويز، الذي يعتمد على تحريك الرأس بشكل سريع وقوي إلى الجانب مع ملاحظة مواصلة العينين النظر في نفس الاتجاه.

### الميكانيكا
يمكن وصف ميكانيكا القنوات الهلالية عبر هزاز الاضمحلال. إذا عينا انحراف القبيبة بـ θ، وسرعة الرأس بـ q، يكون انحراف القبيبة تقريبًا
α هو عامل التناسب و s متوافق مع التردد. بالنسبة للبشر، يبلغ ثابتا الوقت T1 و2T ما يقارب 3 ميللي ثانية و5 ثوان على الترتيب. نتيجة لذلك، بالنسبة لحركات الرأس النموذجية التي تغطي نطاق التردد من 0.1 هرتز إلى 10 هرتز، يتناسب انحراف القبيبة طرديًا مع سرعة الرأس. يُعد هذا مفيدًا جدًا نظرًا إلى ضرورة معاكسة العين لسرعة الرأس من أجل الحفاظ على الرؤية الواضحة.

### المعالجة المركزية
تتجه إشارات الجهاز الدهليزي أيضًا نحو المخيخ (حيث تُستخدم في الحفاظ على فعالية «في أو آر» في مهمة يُشار إليها عادةً باسم التعلم أو التكيف) ومناطق أخرى من القشرة المخية. تنتشر الإسقاطات إلى القشرة في مناطق مختلفة، وتُعد آثارها غير مفهومة بوضوح في الوقت الحالي.

### مسارات الإسقاط
تتبادل النوى الدهليزية على جانبي جذع الدماغ الإشارات المتعلقة بالحركة وموضع الجسم. تُرسل هذه الإشارات إلى أسفل مسارات الإسقاط التالية.
- إلى المخيخ. تتظاهر الإشارات المرسلة إلى المخيخ كحركات عضلات الرأس والعينين والوضعية.
- إلى نوى الأعصاب القحفية III وIV وVI. تسبب الإشارات المرسلة إلى هذه الأعصاب منعكس الحملقة. إذ تسمح بتثبيت العينين على الجسم المتحرك مع المحافظة على التركيز.
- إلى التشكيل الشبكي. تحدد الإشارات المرسلة إلى التكوين الشبكي وضعية الجسم الجديدة، وكيفية ضبط الدورة الدموية والتنفس وفق وضع الجسم.
- إلى النخاع الشوكي. تسمح الإشارات المرسلة إلى النخاع الشوكي بإنتاج منعكسات ورات فعل سريعة لكل من الأطراف والجذع من أجل استعادة التوازن.
- إلى المهاد. تسمح الإشارات المرسلة إلى المهاد بالتحكم في حركة الرأس والجسم بالإضافة إلى إدراك وضعية الجسم.[5]

## الفقاريات الأخرى

### الفقاريات الأخرى
على الرغم من امتلاك البشر ومعظم الفقاريات الأخرى ثلاث قنوات هلالية في أجهزتها الدهليزية، إلا أن بعض الفقاريات مثل الجلكيات والأسماك المخاطية تنحرف عن هذا الميل. إذ يحتوي الجهاز الدهليزي لدى الجلكيات على قناتين دهليزيتين بينما تمتلك الأسماك المخاطية بدورها قناة مفردة. تتشابه القناتان لدى الجلكيات تطوريًا مع القناتين الأمامية والخلفية لدى البشر. تظهر القناة الوحيدة الموجودة لدى الأسماك المخاطية مشتقة بشكل ثانوي.
بالإضافة إلى ذلك، تختلف الأنظمة الدهليزية لدى الجلكيات والأسماك المخاطية عن تلك الموجودة لدى الفقاريات الأخرى، إذ لا تنقسم أعضاء غبار التوازن لدى الجلكيات والأسماك المخاطية بشكل مماثل للقريبة والكييس الموجودين لدى البشر، بل تشكل بنية مستمرة واحدة يُشار إليها باسم البقعة المشتركة.

### أجهزة دهليزية أخرى
تمتلك الطيور عضوًا دهليزيًا ثان في الخلف، القنوات القطنية العجزية. تشير الدلائل السلوكية إلى مسؤولية هذا الجهاز عن استقرار الجسم خلال المشي والوقوف. يفسر وجود الجهاز الثاني قدرة العديد من الطيور النوم على رجل واحدة مع وضع رأسها تحت جناحها.

### اللافقارايات
لوحظ وجود تنوع كبير في الأعضاء الدهليزية لدى اللافقاريات. من الأمثلة المعروفة على ذلك الرسن لدى الحشرات (ذوات الجناحين) الذي يمثل جناحين خلفيين معدلين.

## قراءة إضافية
- S. M. Highstein, R. R. Fay, A. N. Popper, editors (2004). The vestibular system. Berlin: Springer. ISBN:0-387-98314-7. OCLC:56068617. {{استشهاد بكتاب}}: |مؤلف= باسم عام (مساعدة)صيانة الاستشهاد: أسماء متعددة: قائمة المؤلفين (link) (Comment: A book for experts, summarizing the state of the art in our understanding of the balance system)
- Thomas Brandt (2003). Vertigo : Its Multisensory Syndromes. Berlin: Springer. ISBN:0-387-40500-3. OCLC:52472049. (Comment: For clinicians, and other professionals working with dizzy patients.)
- "Driver Fatigue: Is Something Missing?" (PDF). Christopher Brill, Peter A. Hancock, Richard D. Gilson - University of Central Florida - 2003. مؤرشف من الأصل (pdf) في 2016-03-04. (Comment: Research on driver or motion-induced sleepiness aka 'متلازمة سوبايت' links it to the vestibular labyrinths.)
- Vestibular system Kathleen Cullen and Soroush Sadeghi, Scholarpedia, 3(1):3013.

## روابط خارجية
- Vestibular Disorders Association For more information about vestibular (inner ear balance) disorders.
- (Video) Head Impulse Testing site (vHIT) Site with thorough information about vHIT
- SensesWeb نسخة محفوظة 20 مايو 2007 على موقع واي باك مشين., which contains animations of all sensory systems, and additional links.
- Dizzytimes.com Online Community for Sufferers of Vertigo and Dizziness.
- Vestibular System, Neuroscience Online (electronic neuroscience textbook)